# クイックマッチ (駆逐艦)
| 対潜フリゲート改装後 |                                                 |
| 艦歴                 |                                                 |
| 発注                 |                                                 |
| 起工                 | 1941年2月6日                                    |
| 進水                 | 1942年4月11日                                   |
| 就役                 | 1942年9月14日                                   |
| 退役                 | 1963年4月26日                                   |
| その後               | 1972年2月15日にスクラップとして売却             |
| 除籍                 |                                                 |
| 性能諸元             |                                                 |
| 排水量               | 1,705トン（駆逐艦時） 2,020トン（フリゲート時） |
| 全長                 | 359 ft 9 in (109.65 m)                          |
| 全幅                 | 65 ft 9 in (20.04 m)                            |
| 吃水                 | 9 ft 6 in (2.90 m)                              |
| 機関                 |                                                 |
| 最大速               | 31ノット (57 km/h)                              |
| 乗員                 | 220名                                           |
| 兵装                 |                                                 |

クイックマッチ (HMAS Quickmatch, G92/D21/D292/F04) はオーストラリア海軍の駆逐艦。Q級。後に対潜フリゲートに改装された。1942年就役だが、第二次世界大戦中はイギリス海軍によって運用された。

## 艦歴
1941年2月6日起工。1942年4月11日進水。同年9月14日就役。
就役後、大西洋やインド洋で船団護衛に従事した。
1942年12月1日、フィニステレ岬西方およそ500浬で、イギリスから北アフリカへ向かうKMF4船団を護衛していた「クイックマッチ」は駆逐艦「リダウト」とともに船団前方に発見された船の調査を命じられた。その船はスウェーデン船「Nanking」であると主張し、調査のための書類を持ってこい、または総員退船せよとの命令には天候が不適であると回答した。「クイックマッチ」のRhoades少佐が拡声器で「Get on with it（さっさとやれ）」と言い、「リダウト」が4.7インチ砲を発射すると、イタリアの封鎖突破船「Cortelazzo」であったその船は白旗を揚げ、船長は総員退船と自沈を命じた。「Cortelazzo」は「リダウト」が沈めた。
1944年には東洋艦隊所属となり、日本軍支配地域への攻撃をおこなう空母の護衛などに従事した。1944年7月のクリムズン作戦ではオランダ軽巡洋艦「トロンプ」などと共にサバン港の攻撃をおこなった。
1944年11月から12月にかけてシドニーで修理を行う。その後は日本周辺海域で作戦に従事した。
1950年5月15日、退役。対潜フリゲートへの改装工事が行われ、1955年9月23日に再就役。
1963年4月26日に退役。1972年2月15日にスクラップとして売却。